# Skuld (principessa)
Skuld, o Skulda, Skulde, Scullda, Skullda (... – VI secolo), era una leggendaria principessa della mitologia norrena che sposò Heoroweard e lo spinse ad uccidere Hroðulf (Hrólfr Kraki). Le notizie su di lei variano molto da fonte a fonte.

## LaHrólfs saga kraka ok kappa hans
La Hrólfs saga kraka ok kappa hans ci dice che durante uno yule, Helgi (Halga nel Beowulf) incontrò una donna orribile mentre si trovava nel suo capanno da caccia; nessuna persona nel regno le aveva permesso di entrare in casa, eccetto Helgi. Dopo, la donna gli chiese di giacere con lei; egli accettò, e appena lei entrò nel letto si trasformò in una donna elfica, che vestiva di seta ed era la più bella donna che avesse mai visto. Egli la violentò e la mise incinta di una figlia che fu chiamata Skuld. Helgi dimenticò l'elfa, e due giorni dopo il parto lei gli fece nuovamente visita tenendo Skuld fra le braccia; quella figlia avrebbe in seguito sposato Hjörvarðr (Heoroweard).
Molto più tardi, quando il suo fratellastro Hrólfr Kraki era re dei Daner, Skuld cominciò ad istigare il marito contro il fratellastro. Con il pretesto che volevano aspettare tre anni prima di pagare il tributo accumulatosi in una volta sola, ottennero tempo e Skuld riuscì a mettere insieme un grande esercito di forti guerrieri, criminali, elfi e norne. Usò seiðr (incantesimi) per nascondere la grande armata a Hrólfr e i suoi campioni.
Poi arrivarono a Lejre durante uno yule per le celebrazioni di metà inverno, con tutte le armi nascoste nei carri. Una battaglia cominciò e come nelle Gesta Danorum Bödvar Bjarki combatté posseduto da uno spirito d'orso finché non fu svegliato da Hjalti. Skuld usò la sua magia per resuscitare i guerrieri caduti e dopo un lungo combattimento Hrólfr e tutti i suoi berserkr caddero.
Skuld divenne regina di Danimarca ma non governò bene. I fratelli di Bödvar Bjarki, Fróði l'Alce e Þorir Zampa-di-Segugio giunsero in Danimarca per vendicare il fratello. La regina svedese Yrsa diede loro un grande esercito guidato da Vöggr. Catturarono Skuld prima che potesse usare la sua magia e la torturarono fino alla morte. Poi eressero un tumulo per Hrólfr Kraki dove fu sepolto insieme alla sua spada Skofnung.

## LaSaga degli Skjöldungar
La Saga degli Skjöldungar riporta che Helgo (Halga) era re di Danimarca insieme al fratello Roas (Hroðgar). Helgo violentò Olava, regina dei Sassoni, e lei partorì una figlia chiamata Yrsa; la ragazza più tardi sposò re Adillus (Eadgils), re di Svezia. Yrsa e Adillus ebbero una figlia, Scullda.
In Svezia, Yrsa e Adillus diedero Skuld in sposa al re di Öland, Hiørvardus/Hiorvardus/Hevardus (Heoroweard). Poiché Rolfo (Hrólfr Kraki), suo fratellastro, non era stato consultato riguardo al matrimonio, egli si infuriò, attaccò Öland e rese Hiørvardus e il suo regno tributari della Danimarca.
Hiørvardus e sua moglie Scullda si ribellarono a Rolfo e lo uccisero. Tuttavia, Hiørvardus non visse molto a lungo dopo questo fatto e fu ucciso anch'egli.

## LeGesta Danorum
Le Gesta Danorum (Libro 2), di Saxo Grammaticus, dicono che Roluo (Hrólfr Kraki) sconfisse Athislus (Eadgils) e diede la Svezia ad un giovane chiamato Hiartuar (Heoroweard), che sposò anche la sorella di Roluo, Skulde. Lei comunque non apprezzò il fatto che il marito dovesse pagare tasse a Roluo e lo incitò a ribellarsi contro di lui. Andarono così a Lejre (città che Roluo aveva costruito) con armi nascoste nelle navi, con la scusa che volevano pagare un tributo.
Furono ben accolti, ma dopo il banchetto, quando molti giacevano addormentati abbattuti dal vino, gli Svedesi e i Goti (cioè i Geati) procedettero ad uccidere tutti nella reggia di Roluo. Dopo una lunga battaglia, che coinvolse il campione di Roluo, Bjarki, che combatté posseduto dallo spirito di un orso finché non fu svegliato dal compagno Hjalti, i Geati vinsero e Roluo fu ucciso.
Hiartuar chiese a Wigg se avrebbe voluto combattere per lui, e Wigg accettò. Hiartuar volle dargli una spada, ma egli insisté nel riceverla dalla parte dell'elsa. Con l'elsa in mano, Wigg trafisse Hiartuar con la spada e vendicò Roluo. Svedesi e Geati poi uccisero a loro volta Wigg. Il re svedese Høtherus (che prende il nome dal dio Höðr), fratello di Athislus, succedette a Roluo e divenne re di Svezia e Danimarca.

## IlChronicon Lethrensee gliAnnales Lundenses
Il Chronicon Lethrense (e gli Annales Lundenses che lo contengono) dice che la sorella del re Rolf Krage (Hrólfr Kraki), Skulda, era sposata contro il volere di Rolf con Hartwar/Hiarwarth (Heoroweard), uno jarl tedesco della Scania, ma probabilmente Rolf aveva dato a lui Skulda insieme alla Svezia.
Questo Hartwar giunse in Zelanda con un grande esercito e disse che voleva rendere omaggio a Rolf, mentre in realtà lo uccise insieme a tutti i suoi uomini. Solo uno sopravvisse, Wigge, che finse di prestare omaggio ad Hartwar; poi lo infilzò con una spada, così Hartwar fu re per una sola mattina. Comunque, secondo un'altra leggenda, fu invece un Ake a uccidere Hartwar e a diventare re.